# Texas State Highway 178
Die Texas State Highway 178 (kurz SH 178) ist eine State Route im US-Bundesstaat Texas, die in Nord-Süd-Richtung verläuft.
Die State Route beginnt an der New Mexico State Route 136 und endet nach etwa fünf Kilometer nahe El Paso an der Interstate 10. Nach der Kreuzung mit dem Texas State Highway 20 überquert die SH 178 den Rio Grande.